# 北宫伯玉
北宫伯玉（？—186年），一作“北宫玉”，湟中（今青海省湟水流域一带）义从胡（属小月氏）人。一说他祖先为月氏人。东汉末年羌族民变领袖。

## 生平
汉灵帝中平元年（184年），北地郡的先零羌和枹罕县及湟中、河关羌胡发生叛乱，共同拥立北宫伯玉、李文侯为将军，杀死护羌校尉泠徵。北宫伯玉等又劫持金城（今甘肃省兰州市西北）汉人边章和韩遂，让他们参与军政，一起杀害金城太守陈懿，东下攻汉阳郡，克冀县（今甘谷县）。
中平二年（185年）春，叛军以诛杀宦官为名，率数万骑进攻三辅地区，逼近园陵。汉灵帝以董卓为中郎将，皇甫嵩为副左车骑将军率军征讨。因皇甫嵩之前得罪宦官，于同年秋被调回。朝廷改派司空张温为车骑将军，执金吾袁滂为副将，又任命董卓为破虏将军，与荡寇将军周慎一起归张温统辖。张温率领步兵、骑兵共10余万人屯兵美阳（今陕西省咸阳市武功县北），与叛军对峙。同年十一月，天空出现长达十余丈的流星，韩遂、边章军营中的战马受到惊吓，二人认为这是不祥之兆，准备撤回金城。董卓得知消息后，次日同右扶风鲍鸿发兵大败叛军，斩首数千人，叛军败走榆中（今甘肃省兰州市榆中县中部）。北宫伯玉击败汉将周慎追兵。
中平三年（186年），叛军内部发生分裂，韩遂杀边章及北宫伯玉、李文侯，自领军队。